# Paulo Rocha
Paulo Soares da Rocha (Porto, 22 dicembre 1935 – Vila Nova de Gaia, 29 dicembre 2012) è stato un regista cinematografico, sceneggiatore e attore portoghese.
Fu assistente di Jean Renoir e Manoel de Oliveira. Esordì alla regia con il film I verdi anni nel 1963, con musiche di Carlos Paredes. 
Tra le altre sue opere più note ci sono L'isola degli amori e Il fiume dell'oro. L'isola degli amori fu presentato al Festival di Cannes 1982 e Il fiume dell'oro fu proiettato nella sezione Un Certain Regard al Festival di Cannes 1998.

## Manifesto del Cinema Novo
Il suo primo lungometraggio, I verdi anni, è considerato il manifesto del Cinema Novo in Portogallo. «Nessun residuo dell'artificiosità del cinema portoghese classico, (...) questo film (...) fonda un nuovo immaginario cinematografico legato agli spazi scuri di una Lisbona inedita (...), enigmatica e luttuosa». Tale visione è descritta attraverso una tragica storia d'amore, dove la ragazza è in armonia con gli spazi tempi della capitale portoghese e il ragazzo risulta via via assolutamente privo di ricettività al nuovo mondo in cui si trova immerso. Il film esce insieme a Atto di primavera, che rappresentò il ritorno di Manoel de Oliveira sugli schermi, dopo lungo silenzio. Così come Fernando Lopes, Paulo Rocha fu tra quei giovani cineasti portoghesi che avevano frequentato scuole di cinema all'estero per poi riunirsi nelle produzioni Cunha Teles, da cui ebbero origine I verdi anni e Belarmino.

## Stile e ambiente
Paulo Rocha ha avuto modo di considerare quanto il proprio lavoro abbia in comune con quello di Manoel de Oliveira e António Reis. Nel film Oliveira, l'Architecte, dove troviamo in una sequenza la musa Leonor Silveira e la moglie, Oliveira è come sempre connotato da essenzialità e verità, uno stile opposto a quello dell'Actors Studio, che viene, come è stato notato, dalla Commedia dell'Arte. Lo stesso Oliveira d'altra parte è stato sempre cosciente, per quanto riguardava la propria arte, del fatto che l'attore «Se fa troppi gesti, troppi movimenti distrae lo spettatore da ciò che si dice. L'attenzione dello spettatore è distratta dall'azione, dal movimento. Se l'attore resta più calmo l'attenzione dello spettatore ricade completamente sulla ricchezza poetica, musicale del testo, sulla qualità che il testo contiene». Così interpreta Paulo Rocha a proposito del comune stile: «Siamo tutti e tre di Porto e questa, forse, può essere una spiegazione. Abbiamo tutti e tre una certa maniera di accostarci ai corpi, e una certa disponibilità per arrivare in questo modo a un aspetto fantastico». A proposito di ciò, nello stesso film Oliveira, l'Architecte, Oliveira stesso racconta come l'idea per Lo strano caso di Angelica provenga esattamente dal contatto tra l'immagine catturata e la realtà più misteriosa, in questo caso la morte. Nella stessa intervista Paulo Rocha, a proposito di ciò, mette Renoir, tra i suoi maestri, citando La carrozza d'oro. In un altro articolo Rocha esprime ciò che per lui rappresenta il rinnovamento del Cinema Novo portoghese. «La settimana scorsa al Centro d'Arte Moderna, Suso Cecchi d'Amico ci ha detto che si può cominciare a scrivere una storia solo quando se ne conosce già la fine, poiché tutto, sin dal principio, deve già indicare il punto di arrivo. Nessuno ha protestato ed è stato un peccato. La differenza tre la lucidità del cinema moderno e un cinema classico invecchiato è proprio questa».

## Filmografia

### Regista
- I verdi anni (Os Verdes Anos) (1963)
- Mudar de Vida (1966)
- Sever do Vouga... Uma Experiência, cortometraggio (1971)
- A Pousada das Chagas, cortometraggio (1972)
- L'isola degli amori (A Ilha dos Amores), documentario (1982)
- Il desiderato (O Desejado) (1988)
- Oliveira, l'Architecte, dalla serie televisiva Cinema de notre temps (1993)
- Portugaru San - O Sr. Portugal em Tokushima (1993)
- Il fiume dell'oro (O Rio do Ouro) (1998)
- Camões - Tanta Guerra, Tanto Engano (1998)
- A Raiz do Coração (2000)
- As Sereias, cortometraggio (2001)
- Vanitas (2004)
- Se Eu Fosse Ladrão, Roubava (2013)